# Národní muzeum archeologie (Lisabon)
Národní muzeum archeologie (portugalsky: Museu Nacional de Arqueologia) je největší archeologické muzeum v Portugalsku a jedno z nejvýznamnějších muzeí věnovaných starověkému umění na Pyrenejském poloostrově. Muzeum se nachází v Lisabonu, ve čtvrti Santa Maria de Belém, v západním křídle Kláštera jeronymitů, kde měli mniši svou kolej, a které bylo postaveno v 19. století v novomanuelském slohu. Muzeum bylo založeno v roce 1893 pod názvem Národní etnografické muzeum, a to archeologem José Leite de Vasconcelos. Pro veřejnost bylo otevřeno v roce 1906. Je rovněž badatelskou institucí, je nejvýznamnějším centrem archeologického výzkumu v Portugalsku. Řada exponátů pochází z vykopávek organizovaných přímo muzeem. Ve sbírkách jsou předměty z více než 3200 archeologických nalezišť. Muzeum vlastní nejstarší železné nástroje nalezené v Portugalsku, z hrobů v oblasti Alentejo, ze 7.–6. století př. n. l.. Má největší sbírku římských mozaik v Portugalsku a největší sbírku starověkého sochařství v Portugalsku, a to včetně sochařství keltského (dvě keltské sochy jsou vztyčeny i u vchodu muzea). Vzácná je sbírka šperků a epigrafiky. V archivech muzea je též přes 30 000 římských mincí, včetně prvních mincí používaných v Lusitánii. Zakladatel muzea do něj uložil též malou, leč komplexní sbírku egyptologickou - pokrývá historii starého Egypta od předdynastických dob až po koptskou éru.